# Anorthodes tarda
Anorthodes tarda är en fjärilsart som beskrevs av Achille Guenée 1852. Anorthodes tarda ingår i släktet Anorthodes och familjen nattflyn. Inga underarter finns listade i Catalogue of Life.